# Kamow Ka-22
Die Kamow Ka-22 Wintokryl (russisch Камов Ка-22 Винтокрыл, russisch für „Schraubflügel“, NATO-Codename: Hoop, Reifen) war ein sehr großer Transport-Flugschrauber, den Kamow, angeregt durch die Fairey Rotodyne, im Auftrag der sowjetischen Luftstreitkräfte konstruierte.

## Entwicklung
Das ungewöhnliche Antriebskonzept sah vor, dass zu Start und Landung die Rotoren angetrieben wurden, für den Vorwärtsflug wurde dann der Schub der Propeller genutzt. Die beiden Turbinen trieben über regelbare Kupplungen sowohl die beiden Propeller als auch die oberhalb montierten Rotoren in Tandem-Konfiguration an. Wie bei allen Flugschraubern kommen die Vorteile dieser Bauweise nur in der Kombination mit Tragflächen zum Tragen und ermöglichen dann höhere Flugleistungen als Hubschrauber. So erreichte die Ka-22 eine deutlich größere Höchstgeschwindigkeit als vergleichbare reine Drehflügler. Sie stellte acht Rekorde für Drehflügler in den Bereichen Nutzlast/Höhe und Geschwindigkeit (356 km/h) auf, die bis heute ungebrochen sind.
Die Ka-22 war nur einmal auf einer Luftfahrtausstellung in Moskau 1961 zu sehen. Sie hatte den Rumpf der Antonow An-10, was ihr theoretisch eine Kapazität von 80 bis 100 Personen gab. Die Zuladung betrug mehr als 16 Tonnen.
Nach zwei Unfällen wurde das hochkomplexe Entwicklungsprogramm 1964 eingestellt, und es gab keine Serienproduktion im vorgesehenen Werk Nr. 84 in Taschkent. Das Unternehmen Kamow, das sonst durch Koaxial-Hubschrauber bekannt ist, arbeitete später noch an weiteren Flugschraubern: Die noch größere Ka-35 sollte Strahltriebwerke zum Vortrieb nutzen, die W-100 war ein Entwurf aus den 1990er-Jahren für einen schnellen Kampf-Flugschrauber, ebenfalls mit Tandemrotoren, aber einem Druckpropeller. Beide Entwürfe haben jedoch das Prototyp-Stadium nicht erreicht.

## Technische Daten

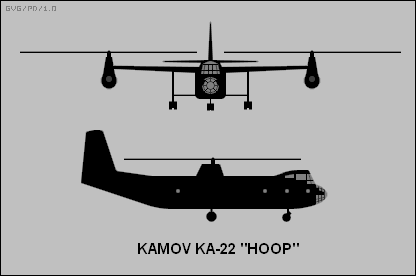
Grafik des Kamow Ka-22

| Kenngröße             | Daten                             |
| --------------------- | --------------------------------- |
| Besatzung             | 4                                 |
| Passagiere            | 80                                |
| Spannweite            | 20,5 m                            |
| Länge                 | 23 m                              |
| Höhe                  | 8,25 m                            |
| Nutzlast              | 16.485 kg                         |
| Startmasse            | 42.500 kg                         |
| Höchstgeschwindigkeit | 365 km/h                          |
| Triebwerke            | zwei modifizierte Solowjow D-25WK |
| Leistung              | je 5.500 PS                       |